# Padre Burgos (Quezon)
Padre Burgos es un municipio filipino de cuarta clase, perteneciente a la provincia de Quezon, en la región de Calabarzon.

## Organización territorial
Se divide en veintidós barangayes, a saber:
- Cabuyao Norte
- Cabuyao Sur
- Danlagan
- Duhat
- Hinguiwin
- Kinagunan Ibaba
- Kinagunan Ilaya
- Lipata
- Marao
- Márquez
- Burgos
- Campo
- Basiao
- Punta
- Rizal
- San Isidro
- San Vicente
- Sipa
- Tulay Buhangin
- Villapaz
- Walay
- Yawe

## Demografía
En 2020, tenía censados 23 488 habitantes.